# SD Amorebieta
Az SD Amorebieta, teljes nevén Sociedad Deportiva Amorebieta spanyol labdarúgócsapat székhelye a Baszkföldön található Zornotza. A klubot 1925-ben alapították. A csapat jelenleg a spanyol labdarúgó-bajnokság (másodosztály), azaz Segunda División mezőnyének tagja. Stadionjuk az Urritxe, teljes nevén Campo Municipal de Urritxe, mely 3.000 néző befogadására alkalmas, 1.300 ülőhellyel.

## Történet
Az SD Amorebieta csapatát 1925-ben alapították elődjének, a Sociedad Deportiva Beti-Arin (alapítva: 1923. augusztus 2.) egyesület felbomlását követően. Az újonnan létrejövő, zornotzai székhelyű klub 21 másik tartománybeli (Bizkaia) egyesület mellett csatlakozott a Bizkaiai Labdarúgó Szövetséghez.
A csapat az 1926-1927-es szezon során, a klub fennállásának második évében kiemelkedő eredményt ért el. Ekkor a legfőbb riválisukkal, az FBC Durango együttesével azonos pontszámmal végeztek a tabella elején, s pusztán rájátszás során szorultak a második helyre. Az ezüstérmen túl az Amorebieta története során első ízben kivívta a feljutást a Bizkaia tartománybeli Preferente C amatőr, területi bajnokságba
A következő nagy eredményüket az 1962-1963-as szezonban érték el, amikor az Amorebieta bejutott a spanyol amatőr liga  (Campeonato de España de Aficionados) elődöntőjébe. Két mérkőzéses párosítás során az odavágón Real Madrid fiókcsapatának számító Vallecas - későbbi Rayo Vallecano - ellen 0:2-es vereséget szenvedtek, majd a visszavágón elért 2:2-es döntetlen az Amorebieta kiesését jelentette.
Tizennyolc évvel később a csapat a Preferente mezőnyében a második helyen végzett, így a Play-OFF során osztályzó meccset játszhattak a feljutásért a Mondragón FC gárdájával. Az első meccs során ugyan a rivális 4:3-as győzelmet aratott az Amorebieta felett, ám a visszavágón, hazai pályán elért 2:0-lás győzelem már feljutást ért a spanyol negyedosztály pontvadászatába, melynek ezt követően három évtizeden át állandó tagja maradt az együttes.
2011. május 29-én sikeresen kivívták a feljutást a Segunda División B-be (spanyol harmadosztály), miután a 2011-es Tercera División play-offs során legyőzték a CD Manacor gárdáját. A klub rögtön első szezonjában a második csoport 4. helyén végzett, amivel kvalifikálni tudták magukat a play-off küzdelmeibe. Ám ekkor még az első körben kiejtette őket a Balompédica Linense együttese.
A csapat története eddigi legnagyobb sikerét 2021. május 22-én érte el, amikor a play-off döntőjében legyőzték a Badajozt, s ezzel feljutottak a Segunda División mezőnyébe. Ekkor szembesültek azzal a problémával, hogy stadionjuk, az Urritxe több szempontból sem felel meg a liga követelményeinek. 2021. június 17-én sikerült megegyezniük az Athletic Bilbao klubjával, hogy Lezamaban található edzőközpontjuk 2. számú pályáját bérlik ki átmenetileg, amely létesítmény már megfelel a Spanyol Labdarúgó Szövetség (Liga Nacional de Fútbol Profesional) előírásainak.

## Statisztika
| Szezon      | Osztály    | Poz. | Copa del Rey |
| ----------- | ---------- | ---- | ------------ |
| 1939-1940   | 5          | 3.   |              |
| 1961-62-ig  | Regionális | —    |              |
| 1962/63     | 3ª         | 3.   |              |
| 1963/64     | 3ª         | 10.  |              |
| 1964/65     | 3ª         | 7.   |              |
| 1965/66     | 3ª         | 3.   |              |
| 1966/67     | 3ª         | 12.  |              |
| 1967/68     | 3ª         | 12.  |              |
| 1968-69-től | Regionális | —    |              |
| 1980-81-ig  | Regionális | —    |              |
| 1981/82     | 3ª         | 5.   |              |
| 1982/83     | 3ª         | 3.   |              |
| 1983/84     | 3ª         | 9.   |              |
| 1984/85     | 3ª         | 3.   |              |
| 1985/86     | 3ª         | 5.   |              |
| 1986/87     | 3ª         | 5.   |              |
| 1987/88     | 3ª         | 9.   |              |
| 1988/89     | 3ª         | 16.  |              |
| 1989/90     | 3ª         | 12.  |              |
| 1990/91     | 3ª         | 4.   |              |

| Szezon  | Osztály | Poz. | Copa del Rey |
| ------- | ------- | ---- | ------------ |
| 1991/92 | 3ª      | 4.   |              |
| 1992/93 | 3ª      | 14.  |              |
| 1993/94 | 3ª      | 17.  |              |
| 1994/95 | 3ª      | 12.  |              |
| 1995/96 | 3ª      | 10.  |              |
| 1996/97 | 3ª      | 13.  |              |
| 1997/98 | 3ª      | 4.   |              |
| 1998/99 | 3ª      | 14.  |              |
| 1999/00 | 3ª      | 12.  |              |
| 2000/01 | 3ª      | 13.  |              |
| 2001/02 | 3ª      | 4.   |              |
| 2002/03 | 3ª      | 13.  |              |
| 2003/04 | 3ª      | 13.  |              |
| 2004/05 | 3ª      | 13.  |              |
| 2005/06 | 3ª      | 3.   |              |
| 2006/07 | 3ª      | 2.   |              |
| 2007/08 | 3ª      | 10.  |              |
| 2008/09 | 3ª      | 10.  |              |
| 2009/10 | 3ª      | 3.   |              |
| 2010/11 | 3ª      | —    |              |

## Ismertebb játékosok
- Carmelo Cedrún
- Iñaki Bea